# Messier 15
Messier 15 (NGC 7078) é um aglomerado globular de estrelas localizado na constelação de Pégaso. Foi descobeto pelo astrônomo ítalo-francês Jean-Dominique Maraldi em 1746, e posteriormente incluído pelo francês Charles Messier em seu catálogo de objetos semelhantes a cometas em 1764. Com uma idade estimada de 13,2 bilhões de anos, Messier 15 é um dos mais velhos aglomerados globulares conhecidos.
O aglomerado está a cerca de 33 600 anos-luz da Terra, e tem uma luminosidade total 360 000 vezes maior do que a luminosidade solar, o que dá ao objeto uma magnitude absoluta de -9,2. Messier 15 é um dos aglomerados globulares mais densos conhecidos da Via-Láctea. Seu núcleo sofre uma contração conhecida como "colapso de núcleo"; seu núcleo tem uma densidade estelar elevada, com uma quantidade enorme de estrelas orbitando o que pode ser um buraco negro central.

## Descoberta e visualização
O aglomerado globular foi descoberto pelo astrônomo ítalo-francês Giovanni Domenico Maraldi em 7 de setembro de 1746 enquanto procurava por um cometa descoberto por Jean-Philippe de Chéseaux. Descreveu o objeto como uma estrela nebulosa, razoavelmente brilhante e composta por muitas estrelas. Entretanto, Charles Messier, que catalogou o aglomerado em 3 de junho de 1764, e Johann Elert Bode anos mais tarde, descreveram o objeto como uma nebulosa sem estrelas. As estrelas mais brilhantes do aglomerado foram observadas apenas em 1783 por William Herschel, descobridor de Urano.
É fracamente visível a olho nu em um céu noturno sob excelentes condições. As estrelas mais brilhantes começam a ser resolvidas com telescópios amadores com 4 polegadas de abertura, embora o seu núcleo seja totalmente resolvido apenas com grandes telescópios profissionais. Sua estrela mais brilhante tem magnitude aparente 12,6.

## Características

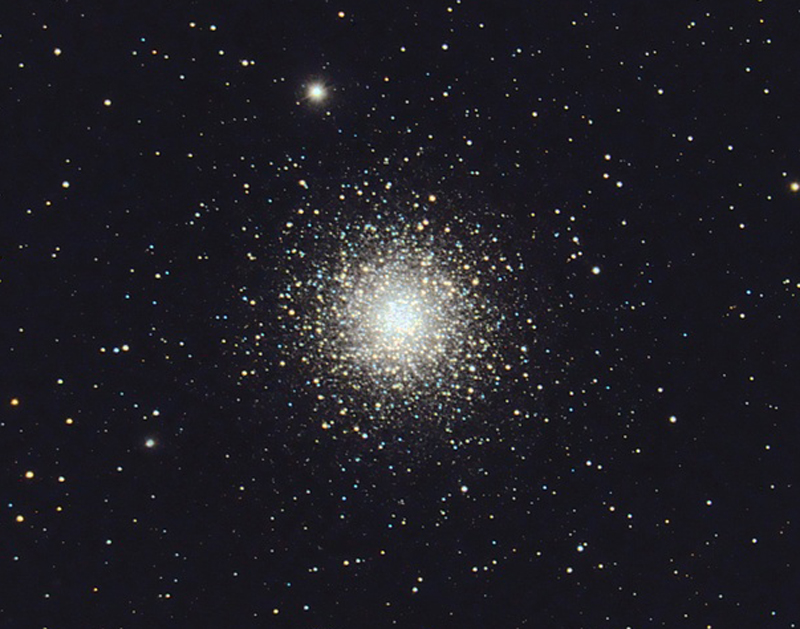
Messier 15, setembro de 2008

Está localizado a uma distância de 33 600 anos-luz em relação à Terra e tem um diâmetro aparente de 18 minutos de grau, o que corresponde a um diâmetro real de 175 anos-luz. Sua magnitude aparente é igual a 6,2, o que corresponde a uma magnitude absoluta de -9,17, equivalente a 360 000 vezes a luminosidade solar. Suas estrelas mais brilhantes tem magnitude aparente 12,6 em média, embora a magnitude média das estrelas que o compõe seja 15,6. Sua classe espectral é F3 ou F4 e está se aproximando radialmente da Terra a uma velocidade de 107 km/s.
Em telescópios amadores, o diâmetro aparente do objeto é um pouco menor, cerca de 12,3 minutos. Contudo, seu raio de influência gravitacional corresponde a 21,5 minutos em aparência, o que corresponde a um diâmetro de 210 anos-luz. Contém 112 estrelas variáveis; apenas os aglomerados globulares Messier 3 e Omega Centauri contém mais variáveis. Pelo menos uma de suas variáveis é uma W Virginis.
É o aglomerado globular mais denso da Via-Láctea; está em processo de colapso de núcleo, uma dinâmica comum em aglomerados globulares, especialmente os densos. Segundo William E. Harris, até agora foram encontrados 21 aglomerados globulares em processo de colapso de núcleo, entre eles Messier 30 e Messier 70, além de 8 outros candidatos, entre eles Messier 62. Seu núcleo é exremamente compacto comparado a outros aglomerados: seu diâmetro aparente é de apenas 0,14 minutos de grau (8,4 segundos de grau), correspondendo a um diâmetro real de apenas 1,4 ano-luz. Seu raio de massa média (raio que compreende metade da massa do aglomerado, a partir de seu núcleo) é de apenas 10 anos-luz. Ainda é incerto se o núcleo do aglomerdo é compactado pela ação gravitacional mútua de suas estrelas ou se há um objeto supermaciço (como um buraco-negro) no núcleo do sistema. Embora o núcleo do aglomerado esteja mais longínquo da Terra do que o centro da Via-Láctea, praticamente não há matéria interestelar que possa obscurecer o objeto.
Foi o primeiro aglomerado globular a ter uma nebulosa planetária, Pease I, descoberta por Francis Gladheim Pease no Observatório Monte Wilson, em 1927. Até hoje, conhece-se apenas quatro nebulosas planetárias pertencentes a aglomerados globulares na Via-Láctea. Existem também nove pulsares, estrelas de nêutrons remanescentes de supernovas da época que o aglomerado ainda era jovem. Estas têm as designações PSR 2127+11 A a PSR 2127+11 H. PSR 2127+11 C é um binário de estrelas de nêutrons. De forma semelhante aos binários de pulsares PSR 1913+16 e PSR 1534+12, o binário de pulsares de Messier 15 exibe efeitos gravitacionais drásticos e a constatação de alguns efeitos previstos pela relatividade geral no sistema são evidentes, como mudanças significativas nos periastros das estrelas de nêutrons, efeitos na luz e emissão de radiação gravitacional, que causa uma perda energética no binário e consequentemente uma diminuição no período de rotação dos pulsares e a diminuição no período de suas órbitas.

## Fonte de raios-X
O quarto catálogo "Uhuru" (designada como "4U") contém uma fonte de raios-x detectada durante o primeiro ano de funcionamento do satélite observatório de raios-X Uhuru. Esta fonte foi catalogada no quarto catálogo "Uhuru" como "4U 2129+12", e é um sistema binário, emissor de raios-X e de baixa massa. Também foi catalogada como Messier 15 X-1. Além do mais, o observatório de raios-X Chandra detectou outro emissor de raios-X no aglomerado que foi catalogado como Messier 15 X-2. Messier 15 X-1 é a primeira fonte astronômica de raios-X detectada na constelação de Pégaso.

## Galeria

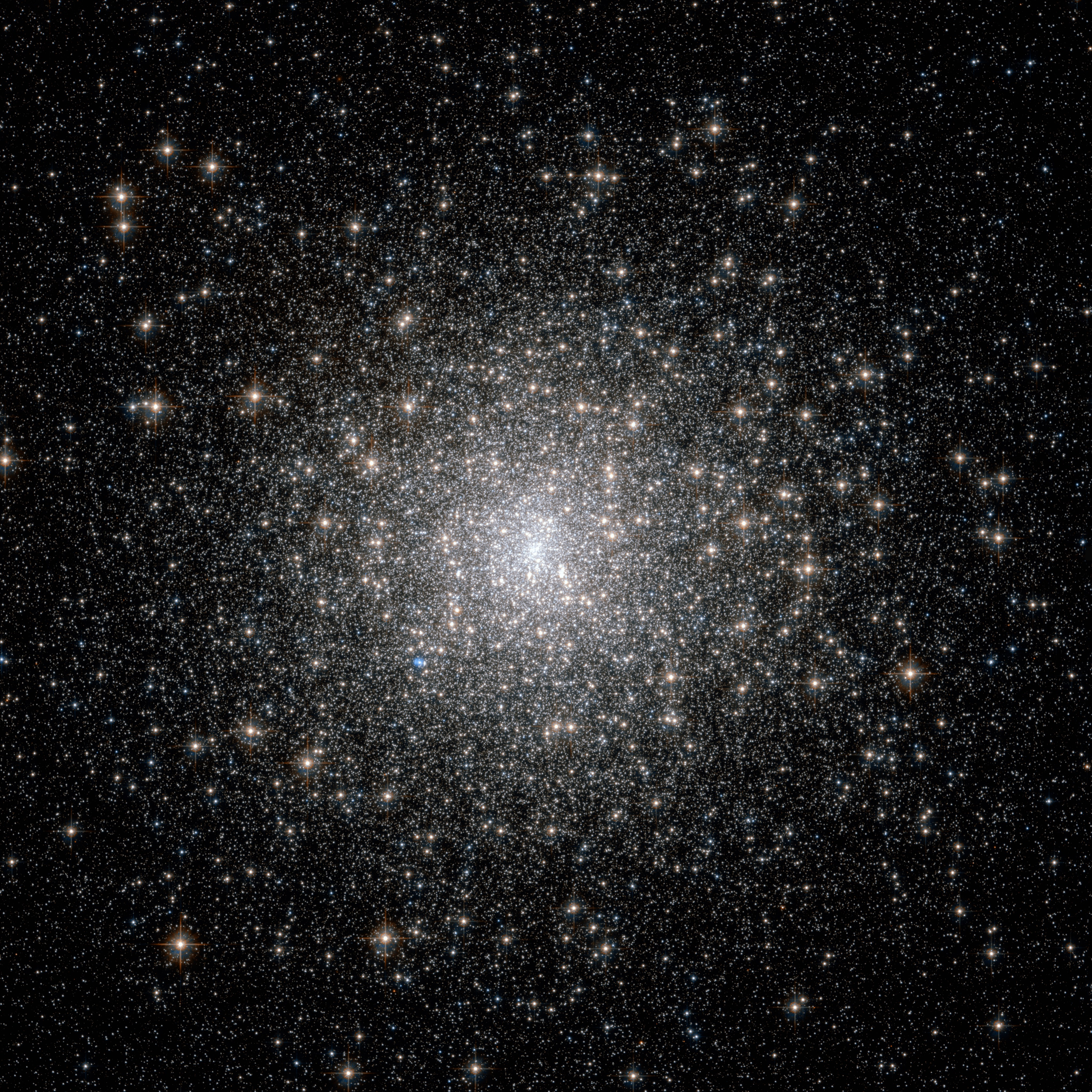
Messier 15, Telescópio Espacial Hubble
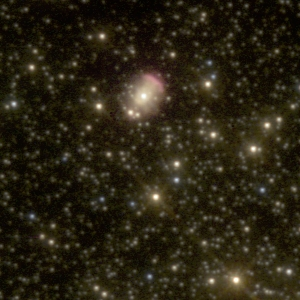
A nebulosa planetária Pease I, contida em M15, Telescópio Espacial Hubble
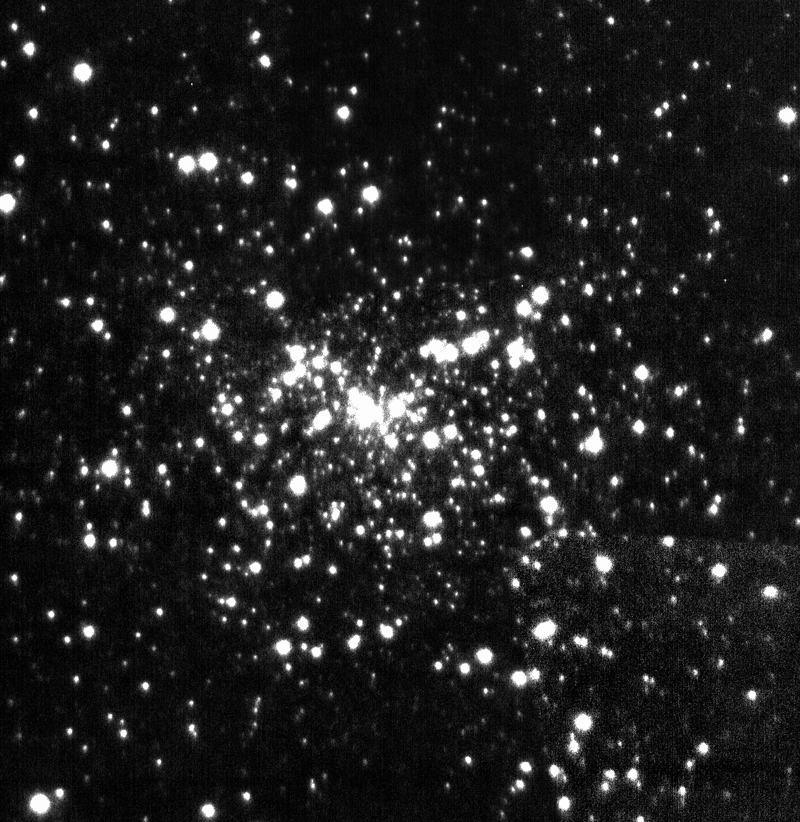
Close-up do núcleo de M15, Telescópio Óptico Nórdico
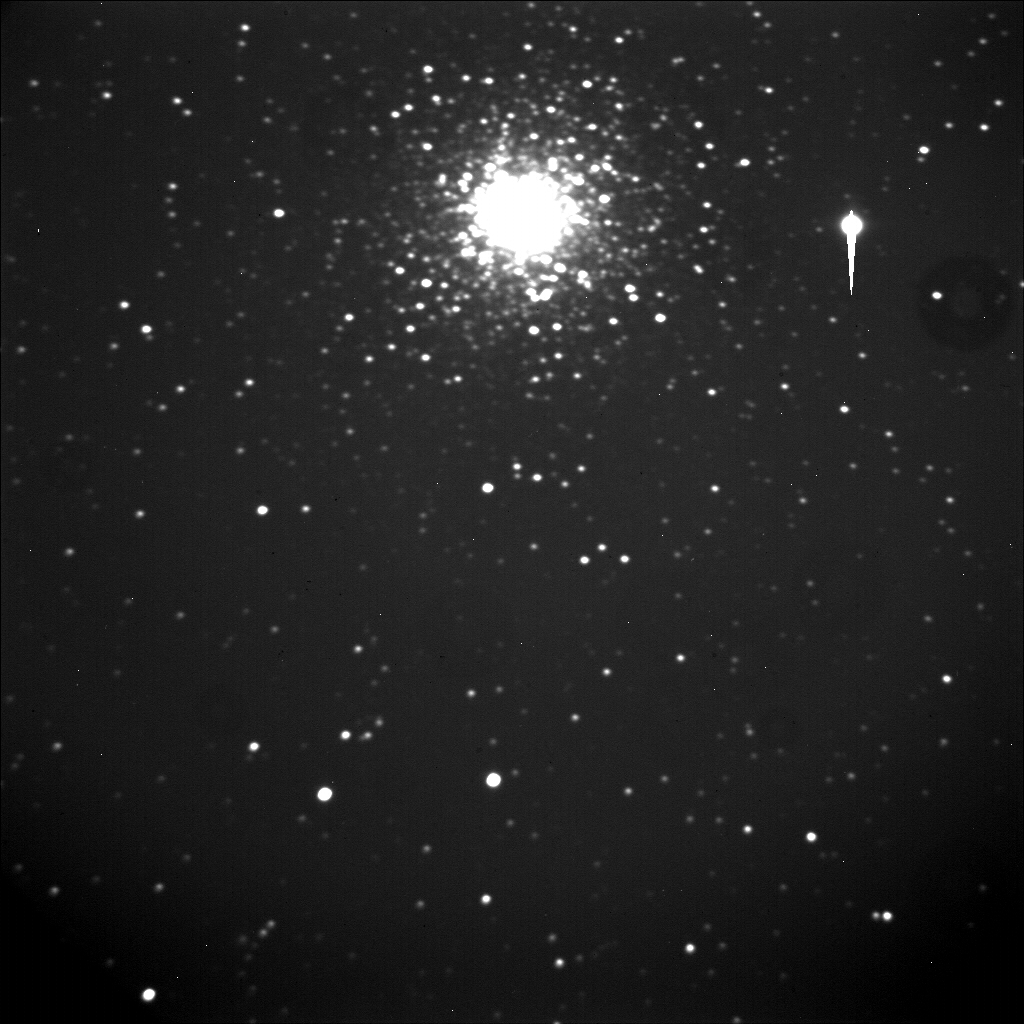
Messier 15, Observatório Barus & Holley